# 前田昌則
前田 昌則（まえだ まさのり）は、日本の建築技術者、地方公務員。大阪市北区長。前大阪市此花区長。

## 来歴
1983年大阪工業大学工学部建築学科卒業。1985年同大学大学院工学研究科建築学専攻都市計画学修士課程修了。同年パナソニックホームズ入社。2008年パナソニックホームズ不動産中部近畿統括部部長。2015年同社営業企画部部長およびパナソニックホームズ・合人社コミュニティ取締役。住宅設計や不動産事業を経験したキャリアとネットワークを持つ。
2016年大阪市此花区長に就任。2020年より大阪市北区長を務める。
取得資格は、一級建築士、宅地建物取引士、マンション管理士、消防設備士、二級ファイナンシャル・プランニング技能士、空手道4段。